# Ivan Mesík
Ivan Mesík (Banská Bystrica, 1 de junio de 2001) es un futbolista eslovaco que juega en la demarcación de defensa para el Heracles Almelo de la Eredivisie.

## Selección nacional
Tras jugar en las categorías inferiores de la selección, finalmente hizo su debut con la selección de Eslovaquia el 20 de marzo de 2025 en un encuentro de la Liga de Naciones de la UEFA 2024-25 contra Eslovenia que finalizó con un resultado de empate a cero.

## Clubes
| Club                      | País         | Año       | Partidos | Goles |
| ------------------------- | ------------ | --------- | -------- | ----- |
| FC Spartak Trnava         | Eslovaquia   | 2019      | 22       | 1     |
| FC Nordsjælland           | Dinamarca    | 2019-2020 | 38       | 0     |
| Stabæk Fotball (cedido)   | Noruega      | 2020-2021 | 13       | 1     |
| FC Nordsjælland           | Dinamarca    | 2021      | 0        | 0     |
| Odds Ballklubb 2 (cedido) | Noruega      | 2022      | 13       | 0     |
| Odds Ballklubb (cedido)   | Noruega      | 2022      | 10       | 0     |
| Delfino Pescara 1936      | Italia       | 2023-2024 | 47       | 0     |
| Heracles Almelo           | Países Bajos | 2024-     | 38       | 1     |